# Jacques Antoine
Pour les articles homonymes, voir Jacques Antoine (éditeur) et Antoine.
Ne doit pas être confondu avec Jacques Solness.
Jacques Antoine est un homme de télévision et de radio français, né le 14 mars 1924 à Neuilly-sur-Seine (alors dans le département de la Seine) et mort le 14 septembre 2012 dans le 14e arrondissement de Paris.
Il est le créateur de nombreuses émissions radiophoniques et jeux télévisés, dont La Tête et les Jambes, Le Schmilblick, La Chasse aux trésors, Fort Boyard, et l'adaptateur de formats américains comme L'Académie des neuf, ou Tournez manège.
Il a également participé à l'écriture de quelques scénarios pour le cinéma.

## Biographie
Il est le petit-fils d'André Antoine, fondateur du Théâtre-Libre et le fils d'André-Paul Antoine, auteur dramatique et critique littéraire.
Des années 1950 aux années 1990, Jacques Antoine a créé et produit de nombreuses émissions, dont plus de 150 jeux télévisés et radiophoniques parmi les plus célèbres dans les pays francophones, comme La Tête et les Jambes, Le Schmilblick, Les Jeux de 20 heures, La Course autour du monde, La Chasse aux trésors, L'Académie des neuf, Tournez manège et Fort Boyard. Le site de Fort Boyard a été racheté et rénové par Tilt production qui a revendu le Fort Boyard au Conseil Départemental de la Charente Maritime pour un franc symbolique. C'est le département qui entretient le fort 
Il fut directeur des programmes de Télé Monte-Carlo de 1963 à 1977.
Dans les années 1950, il a aussi écrit ou coécrit le scénario de quelques films dont La Vache et le Prisonnier en 1959, tiré de son roman Une histoire vraie.
Il meurt dans le 14e arrondissement de Paris le 14 septembre 2012 à l'âge de 88 ans, d'un arrêt cardiaque. Pour l'animateur Pierre Bellemare, il s'agissait de « l'homme le plus novateur que nous ayons eu en ce métier après la guerre ». Rémy Pflimlin, président de France Télévisions parle pour sa part « de celui qui a contribué à la création et la production des premiers jeux télévisés emblématiques du groupe ».

## Émissions de télévision
- Télé Match (1954-1961), présenté par Pierre Bellemare ;
- La Tête et les Jambes (1960-1966 et 1975-1978), présenté par Pierre Bellemare puis Philippe Gildas ;
- La Bourse aux idées (1965), présenté par Christine Fabréga
- Le Palmarès des chansons (1965-1981), présenté par Guy Lux et Anne-Marie Peysson ;
- Le Francophonissime (1969-1981), présenté par Pierre Tchernia, Georges de Caunes, puis Jean Chatel et enfin Fabrice ;
- Le Schmilblick (1969-1970) avec Jacques Solness, présenté par Guy Lux ;
- La Course autour du monde (1976-1984), présenté par Roger Bourgeon ; puis Didier Régnier.
- Les Jeux de 20 heures (1976-1987), avec Jacques Solness, présenté par Maurice Favières et Jacques Capelovici ;
- Le Parti d'en rire (1980-1986), présenté par Fabrice ;
- La Chasse aux trésors (1981-1985), présenté par Philippe de Dieuleveult et Philippe Gildas, puis Jean Lanzi et Marie-Thérèse Cuny et enfin Didier Lecatet Elsa Manet ;
- Le Grand Raid (1984-1985), présenté par Noël Mamère et Didier Régnier ;
- L'Académie des neuf (1982-1991), présenté par Jean-Pierre Foucault (adaptation d'un jeu américain The Hollywood Squares) ;
- Les énigmes au bout du monde (1985), présenté par Gilles Schneider ;
- Tournez manège (1985-1993 et 2009-2010), présenté par Évelyne Leclercq, Simone Garnier et Fabienne Égal puis repris par Sébastien Cauet ;
- Je compte sur toi (1990), présenté par Olivier Lejeune, assisté de Valérie Lamour. Créé par Jacques Antoine, en collaboration avec Jean Yanne. Ce jeu avait été vendu 2 ans auparavant à Rai 2 sous le titre Conto su di te ;
- Fort Boyard (depuis 1990), présenté par divers animateurs dont Patrice Laffont, Jean-Pierre Castaldi et Olivier Minne  ;
- The Crystal Maze (1990-1995), adaptation du concept de Fort Boyard pour la télévision anglaise.
- Une famille en or (depuis 1990), présenté par divers animateurs dont Patrick Roy et Laurent Cabrol ;
- La Ligne de chance (1991), présentée par Amanda Mc Lane et Patrick Simpson-Jones, puis avec Jacques Perrotte ;
- Superchamps (1991), présenté par Eric Bacos et Jacques Perrotte pour Tilt productions.
- Pas de panique (1991), présenté par Amanda Mc Lane produit par Jacques Antoine pour JAC.
- La Piste de Xapatan (1992), présenté par Sophie Davant et Grégory Frank ;
- Les Mondes fantastiques (1992-1995), adaptation du concept de The Crystal Maze pour les enfants.
- Le Trésor de Pago Pago (1993-1994), présenté par Olivier Chiabodo et Sophie Lafortune.
- Un pour tous (1993-1994), présenté par Cendrine Dominguez et Christian Morin.
- Ali Baba (1997), présenté par Arnaud Gidoin puis Bruno Roblès et Pascal Gigot.

## Filmographie

### Auteur ou scénariste
- À pied, à cheval et en voiture de Maurice Delbez, 1957 (histoire originale et coécriture du scénario avec Serge Boissac et Jean-Jacques Vital)
- La Vache et le Prisonnier d'Henri Verneuil, 1959 (auteur de l'ouvrage à la base du scénario)
- Les Yeux de l'amour de Denys de La Patellière, 1959 (auteur de l'ouvrage à la base du scénario)

### Producteur
- La Classe (émission télévisée), 1987
- Fort Boyard (jeu télévisé), 1990

## Publications
- (avec Pierre Bellemare), Histoires vraies,1958; Paris, Édition no 1, 1981
- (avec Pierre Bellemare), Les Dossiers extraordinaires de Pierre Bellemare, Paris, Fayard, 1976
- (avec Pierre Bellemare), Les Nouveaux Dossiers extraordinaires de Pierre Bellemare, Paris, Fayard, 1977
- (avec Pierre Bellemare), Les Aventuriers, Paris, Fayard, 1978
- (avec Pierre Bellemare), Les Dossiers d'Interpol, Paris, Édition no 1, 1979
- (avec Pierre Bellemare), Quand les femmes tuent, Paris, Édition no 1, 1983
- (avec Pierre Bellemare et Marie-Thérèse Cuny), Dossiers secrets, Paris, Édition no 1, 1984